# Urbano Marín
Urbano Marín Vallejo (Santiago, 4 de septiembre de 1935-5 de mayo de 2021) fue un abogado y juez chileno. Ejerció como abogado integrante de la Corte de Apelaciones de Santiago, ministro del Tribunal Constitucional y ministro de la Corte Suprema de Chile, donde fue presidente entre 2008 y 2010.

## Biografía
Realizó sus estudios secundarios en el Instituto Nacional. En 1953 ingresó a la Escuela de Derecho de la Universidad de Chile, egresando en 1957. Su título de abogado lo recibió el 6 de junio de 1960.
Marín comenzó su carrera académica en 1954 como ayudante de la cátedra de derecho romano en su alma mater hasta 1957. Entre 1955 y 1957 fue ayudante de la cátedra de derecho civil. Tras titularse como abogado fue ayudante de derecho constitucional, desde 1964 hasta 1970. En 1962 inició su labor como profesor en Organización Política y Administrativa, hasta 1969. De 1965 a 1966 asumió como subdirector del Seminario de derecho público. En 1967 ejerce como profesor de derecho del trabajo y seguridad social en la Escuela de Servicio Social de la Universidad de Chile.
Trabajó en la Contraloría General de la República, donde fue jefe de la División Jurídica y posteriormente del Departamento de Estudios. En 1975 fundó junto a Eduardo Jara el bufete Jara & Marín Abogados.
Entre los años 1989 a 1997 fue consejero del Colegio de Abogados de Chile.
Falleció el 5 de mayo de 2021.

## Carrera judicial
Su carrera judicial comenzó en 1997, siendo nombrado abogado integrante de la Corte de Apelaciones de Santiago.
El 21 de enero de 1998 fue designado ministro de la Corte Suprema de Chile por el presidente de la República Eduardo Frei Ruiz-Tagle con acuerdo del Senado, en el marco de las reformas constitucionales de 1997, siendo parte de los primeros abogados extraños a la administración de justicia que integran el máximo tribunal.
En 2004 fue uno de los ministros de la Corte Suprema que dictó sentencia en el emblemático fallo del «caso Atala», negando la tuición de sus hijas a esta. Entre 2005 y enero de 2006 ejerció como ministro del Tribunal Constitucional de Chile. El 6 de enero de 2008 Marín fue nombrado por los miembros del pleno de ese tribunal como Presidente de la Corte Suprema, destacando que fue el primer ministro externo al Poder Judicial que presidió el pleno del máximo tribunal, cargo que ocupó hasta principios de 2010, entregando el mando de esta a Milton Juica Arancibia. Ejerció como ministro de la Corte Suprema hasta septiembre de 2010, cuando cumplió con la edad legal de jubilación de los miembros del Poder Judicial, esto es, los 75 años.